# Canal+ Sport 360
Ne doit pas être confondu avec Canal+ Sport.
Canal+ Sport 360, initialement intitulée Canal+ Bleu, Canal+ Confort puis Canal+ Décalé, est une chaîne de télévision française privée payante consacrée à la diffusion de compétitions sportives appartenant au bouquet Les Chaînes Canal+ du groupe Vivendi, lui-même contrôlé par le groupe Bolloré. La version déclinée destinée à la Pologne adopte le titre Canal+ 360.

## Historique de la chaîne
Canal+ Bleu est créé le 27 avril 1996 sur CanalSatellite et le câble comme programme multidiffusé de Canal+, à dominante d'émissions et de documentaires. La chaîne consacre 33,7 % de son temps d'antenne aux émissions de Canal+, 6,3 % aux documentaires et les 56 % restants aux films de cinéma. Dans le cadre de la création de l'offre Canal+ Le Bouquet, la chaîne change de nom le 1er novembre 2003 pour s'appeler Canal+ Confort et devient l'offre de diffusion des programmes de Canal+ en horaires décalés afin de permettre aux abonnés de ne rien manquer des programmes de la chaîne premium. Elle change à nouveau de nom le 5 mars 2005 pour devenir Canal+ Décalé, ce nouveau nom désignant à la fois la fonction pratique de cette chaîne et son ton « décalé » dans la lignée du fameux « esprit Canal ». Le 12 octobre 2010, la chaîne commence à diffuser ses programmes en Haute définition (HD).
Pendant la période des Jeux olympiques 2016, Canal+ Décalé devient provisoirement Canal+ Rio 2016 et diffuse 24h/24 des retransmissions de tous sports. Le premier programme que diffuse la chaine est l'épreuve masculine par équipe de tir à l'arc le samedi 6 août à 14 h. La chaîne redevient Canal+ Décalé, après la cérémonie de clôture des Jeux olympiques dans la nuit du 21 au 22 août 2016. En 2016, pendant la période du Tournoi de tennis de Paris-Bercy, Canal+ Décalé est intitulée Canal+ Tennis et diffuse en direct les matchs du court numéro 1 ainsi que la finale du double et les replays des matchs du tournoi,,.
D'août 2019 à mai 2021, Canal+ Décalé devient Canal+ Sport Week-end entre chaque vendredi et dimanche. En effet, la chaîne accueille désormais les  programmes sportifs de fin de semaine tels la Coupe du monde masculine de basket-ball 2019 ou le rugby à XV avec le Top 14 et la Pro D2. Les sports mécaniques sont aussi diffusés sur la chaîne, avec les courses de vitesse moto, Moto2, Moto3 et les essais de la MotoGP. Le sport automobile est présent avec les qualifications de Formule 1 et les courses de Formule 2, Formule 3, la Formule E, l'Indycar et les rallyes,,.
Le 21 juillet 2022, le directeur des sports Thomas Sénécal annonce que la Canal+ Décalé va être renommée Canal+ Sport 360 à partir du 31 août. La chaine doit traiter du sport sous tous ses angles, axé sur le multisport avec le match de la Ligue 1 du samedi soir et la moto, le rallye, la boxe, la voile, le padel. Elle doit proposer des infos en journée avec des programmes opérés par Infosport+ et des émissions sportives.
Canal+ Décalé cesse la diffusion de ses programmes dans la nuit du 28 au 29 août 2022 afin de laisser place à la nouvelle chaîne. Canal+ Sport 360 commence alors à émettre le 31 août 2022 à 6 h.

### Identité graphique
Le logo de Canal+ Décalé adopté le 20 août 2009, abandonne la marque "Canal" pour ne garder que le "+". En septembre 2013, la nouvelle chaîne Canal+ Séries reprend la couleur rouge, Canal+ Décalé arbore désormais un logo dans les tons gris. En août 2022, le logo de Canal+ Sport 360 est dévoilé.
Le 1er septembre 2023, toutes les chaînes Canal+, dont la déclinaison « Sport 360 », bénéficient d'une refonte de leur identité visuelle.

Logo de Canal+ Bleu du 27 avril 1996 au 1er novembre 2003.
Logo de Canal+ Confort du 1er novembre 2003 au 5 mars 2005.
Logo de Canal+ Décalé du 5 mars 2005 au 1er juillet 2006.
Logo de Canal+ Décalé du 1er juillet 2006 au 20 août 2009.
Logo de Canal+ Décalé du 20 août 2009 au 21 septembre 2013.
Logo de Canal+ Sport 360 depuis le 1er septembre 2023.

Logo provisoire pendant les Jeux olympiques d'été de 2016 à Rio.
Logo provisoire pendant le Tournoi de tennis de Paris-Bercy en 2016.
Logo provisoire du vendredi au dimanche entre 2019 et 2021.

### Capital
Canal+ Sport 360 est éditée par Canal+ SA au capital de 100 000 000 euros détenu à 48,48 % par Canal+ France, à 6,17 % par Amber Master Fund, à 5,05 % par le groupe Pathé, à 4,92 % par le Crédit suisse First Boston, à 4,32 % par Edmond de Rothschild, à 1,87 % par Richelieu Finance, à 1,08 % par la Caisse des dépôts et consignations, le reste étant flottant[Quand ?][source secondaire nécessaire].

## Programmes
La programmation de Canal+ Sport 360 est composée de retransmissions sportives en direct et en rediffusions, ainsi que des émissions sportives consacrées à l'actualité omnisports.

### Émissions actuelles
- La matinale, journal d'actualité sportive permanent, diffusé tous les jours à 6h, en simultané sur la chaine Infosport+.
- Club 360, journal d'actualité sportive permanent, diffusé du lundi au vendredi à 18h, en simultané sur la chaine Infosport+.
- Late Sport 360, émission d'actualité omnisports présenté par Virginie Ramel et Nicolas Tourriol, diffusée du lundi au vendredi à 22h55.
- Lundi Sport Replay, magazine d'actualité, présenté par Clément Repellin, diffusé le lundi à 21h.
- Night Session, journal d'actualité sportive du jour, diffusé tous les jours à 0h, en simultané sur la chaine Infosport+.
- Zapsport, zapping omnisports
- Grand Prix, émission immersif sur les Grands-Prix de Formule 1 et de Moto GP.

- Intérieur sport, série documentaire omnisports en immersion, présenté par Amandine Morhaim.
- Doc sport : documentaire unique mensuel.

### Droits actuels
Football
- Ligue des champions de l'UEFA : multiplex le mardi et le mercredi à 21h. (2024-2027)
- Ligue Europa : multiplex le jeudi à 18h45 et 21h. (2024-2027)
- Ligue Europa Conférence : multiplex le jeudi à 18h45 et 21h. (2024-2027)
- Premier League
- Saudi Pro League

Moto
- MotoGP : les essais, les qualifications et les courses. (1985-1990, 2019-2029)
- Moto2 : les essais, les qualifications et les courses. (1985-1990, 2019-2029)
- Moto3 : les essais, les qualifications et les courses. (1985-1990, 2019-2029)
- MotoE

Auto
- WRC (1998-2014, 2019-2030)
- Race of Champions (2021-2025)[9]
- Trophée Andros

Padel
- World Padel Tour
- Premier Padel

Boxe
- IBF
- WBA
- WBC

Voile
- Coupe de l'America
- Voile Sail GP

Basket
- Eurobasket 2022

## Journalistes et consultants

### Journalistes
- Antoine Arlot
- Jenny Demay
- Jules Deremble
- Laurent Dupin
- Pauline Sanzey
- Julien Fébreau
- Philippe Fleys
- Charlotte Gabas
- Guilhem Garrigues
- Stéphane Genti
- Philippe Groussard
- Bertrand Guillemin
- Lyes Houhou
- Margot Laffite
- Romain Laffite
- Mathias Mantaghetti
- Virginie Ramel
- Clément Reppelin
- Laurent Rigal
- Patrick Rivet
- Thomas Sénécal

### Consultants

#### Sports Autos
- Paul Belmondo
- Romain Grosjean
- Franck Montagny
- Loic Duval
- Jean Alesi
- Jacques Villeneuve
- Pierre Combot
- Renaud Derlot

#### Moto
- Randy de Puniet
- Louis Rossi
- Jules Danilo

## Diffusion
Canal+ Sport 360 commence sa diffusion sur les Satellite de Canal, via le Câble, l'ADSL ou la Fibre de SFR TV, Bouygues Telecom, Freebox TV ou La TV d'Orange puis via son site internet et son application mobile MyCanal.
Elle est disponible dans l'offre de base de Canal+.

### Suisse
En Suisse, Canal+ Sport 360 est inclus dans l'offre Essentiel de Canal+ Suisse (sur les réseaux du câble et IPTV) et CanalSat Suisse.
| UPC Suisse | Netplus | Sunrise |
| ---------- | ------- | ------- |
| 55         | 104     | 304     |